# Stéphanie Vongsouthi
Stéphanie Vongsouthi (Meudon-la-Forêt, 15 september 1988) is een voormalig tennisspeelster uit Frankrijk.
Zij begon op zevenjarige leeftijd met het spelen van tennis. Haar favoriete ondergrond is hardcourt. Zij speelt rechtshandig en heeft een tweehandige backhand.
In 2008 won Vongsouthi haar eerste ITF-titel, op het enkelspeltoernooi van Lissabon (Portugal). Het jaar erna won zij nog een tweede enkelspeltitel, op het ITF-toernooi van Bath (Engeland), alsmede een ITF-dubbelspeltoernooi in Florence (Italië) samen met landgenote Kinnie Laisné, begin mei 2009.
Later die maand kreeg zij een wildcard voor Roland Garros en speelde zij met voornoemde Kinnie Laisné op het damesdubbelspeltoernooi haar eerste grandslamtoernooi.
Zij was actief in het proftennis van 2005 tot in 2012.

## Posities op deWTA-ranglijst
Positie per einde seizoen:
| jaartal | ranking enkelspel | ranking dubbelspel |
| ------- | ----------------- | ------------------ |
| 2011    | 821               | –                  |
| 2010    | 335               | 562                |
| 2009    | 233               | 352                |
| 2008    | 358               | 713                |
| 2007    | 485               | 938                |
| 2006    | 577               | 981                |
| 2005    | 1045              | –                  |

## Prestatietabel grandslamtoernooien
| Legenda | Legenda                          |
| ------- | -------------------------------- |
| g.t.    | geen toernooi gehouden           |
| l.c.    | lagere categorie                 |
| –       | niet deelgenomen                 |
| G       | uitgeschakeld in de groepsfase   |
| 1R      | uitgeschakeld in de eerste ronde |
| 2R      | uitgeschakeld in de tweede ronde |
| 3R      | uitgeschakeld in de derde ronde  |
| 4R      | uitgeschakeld in de vierde ronde |
| KF      | uitgeschakeld in de kwartfinale  |
| HF      | uitgeschakeld in de halve finale |
| F       | de finale verloren               |
| W       | het toernooi gewonnen            |
| w-v     | winst/verlies-balans             |

### Vrouwendubbelspel
| Toernooi        | 2009 |
| --------------- | ---- |
| Australian Open | –    |
| Roland Garros   | 1R   |
| Wimbledon       | –    |
| US Open         | –    |